# Communauté de communes du Haut Limousin
Die Communauté de communes du Haut Limousin ist ein ehemaliger französischer Gemeindeverband mit der Rechtsform einer Communauté de communes im Département Haute-Vienne in der Region Nouvelle-Aquitaine. Sie wurde am 31. Dezember 1996 gegründet und umfasste 17 Gemeinden. Der Verwaltungssitz befand sich im Ort Bellac.

## Historische Entwicklung
Durch den Zusammenschluss der bisherigen Gemeinden Bussière-Boffy und Mézières-sur-Issoire als Commune nouvelle Val d’Issoire verringerte sich mit Wirkung vom 1. Januar 2016 die Anzahl der Mitgliedsgemeinden auf aktuell 17.
Mit Wirkung vom 1. Januar 2017 fusionierte der Gemeindeverband mit 
- Communauté de communes de la Basse Marche sowie
- Communauté de communes Brame-Benaize

und bildete so die Nachfolgeorganisation Communauté de communes Haut Limousin en Marche.

## Ehemalige Mitgliedsgemeinden
1. Bellac
2. Berneuil
3. Blanzac
4. Blond
5. Bussière-Poitevine
6. Cieux
7. Gajoubert
8. Montrol-Sénard
9. Mortemart
10. Nouic
11. Peyrat-de-Bellac
12. Saint-Barbant
13. Saint-Bonnet-de-Bellac
14. Saint-Junien-les-Combes
15. Saint-Martial-sur-Isop
16. Saint-Ouen-sur-Gartempe
17. Val d’Issoire (Commune nouvelle)